# Clementine Ford
Clementine Shepherd Ford (Memphis, 29 de junho de 1979) é uma atriz estadunidense, seu papel mais conhecido é como Molly Kroll no Showtime The L Word. Em abril de 2009, ela entrou para o elenco da novela The Young and the Restless no papel de Mackenzie Browning.

## Vida pessoal
A Ford é a filha da atriz Cybill Shepherd e de David Ford. No início de 2009 ela se assumiu como Bissexual. Ford tinha sido casada anteriormente com o ator canadense Chad Todhunter por quatro anos, mas eles se divorciaram em 2004. Em maio de 2009 Ford disse a Soap Opera Digest que estava em um relacionamento com a musicista e produtora Linda Perry uma relação que desde então terminou. Em maio de 2012, Ford estava noiva do ator Cyrus Wilcox.
Ford segue a filosofia do Veganismo.

## Vida Profissional
Ela foi destaque na revista People.

## Televisão
- The Young and the Restless (2009–2010) - Mackenzie Browning/Mackenzie Reynolds
- The L Word (2007–2009) - Molly Kroll
- House MD (2004) - Samantha Campbell
- Crossing Jordan (2003)
- Cybill (1998) - Leah

## Filmes
- The Latin & the Gringo (2010) - Deb
- Girltrash!: All Night Long (2011) - Xan
- Last Goodbye (2004) - Agnes Shelby
- Bring It On (2000)-
- Cherry Falls (2000) - Annette Duwald
- American Pie (1999)

## Ligações Externas
- Clementine Ford. no IMDb.